# George Rooke
Sir George Rooke (Canterbury, 1650 – Canterbury, 24 gennaio 1709) è stato un ammiraglio inglese.
Prestò servizio nella Royal Navy durante la guerra di successione spagnola ed è annoverato come il vincitore della battaglia della Baia di Vigo.

## Biografia
Nato a St. Lawrence, nei pressi di Canterbury, fu il secondogenito di Sir William Rooke (1624–1691), si arruolò come volontario nella marina inglese nel 1672 prestando servizio durante la terza guerra anglo-olandese, sotto il comando dell'ammiraglio Edward Spragge, partecipando alla battaglia di Solebay e guadagnando il grado di capitano nel 1673. Nel maggio 1689, al comando della HMS Deptford, prese parte alla battaglia di Bantry Bay contro la flotta francese, e incaricato di soccorrere la guarnigione inglese acquartierata a Londonderry ed assediata dalle forze fedeli a Giacomo II d'Inghilterra. Il 6 maggio 1690 ottenne il grado di contrammiraglio e posto al comando del vascello HMS Duchess, con il quale combatté nella battaglia di Beachy Head durante la guerra dei sette anni.
Nel 1692, agli ordini dell'ammiraglio Edward Russell, durante la battaglia di Barfleur, fu protagonista di un attacco notturno contro la flotta francese ormeggiata nella baia di Cherbourg, dove furono incendiate dodici navi nemiche. Nel 1693 fu posto al comando di un convoglio navale diretto a Smyrna, che fu però sbaragliato e parzialmente conquistato dall'ammiraglio francese de Tourville nella battaglia di Lagos. Nel 1696 venne promosso al grado di ammiraglio, e prestò servizio nel canale della Manica e nel Mediterraneo fino al 1697 quando venne firmato il trattato di Ryswick.
Nel 1700 fu comandante della flotta congiunta anglo-olandese che attaccò Copenaghen in concomitanza con la flotta svedese guidata dall'ammiraglio Hans Wachtmeister, e che appoggiò lo sbarco di Carlo XII e del suo esercito nella fase iniziale della grande guerra del Nord. Durante la guerra di successione spagnola fu al comando della disastrosa missione di Cadice, ma durante la navigazione riuscì a distruggere la flotta spagnola del tesoro durante la battaglia della Baia di Vigo, successo per il quale fu ringraziato formalmente dal Parlamento inglese. Nel luglio 1704 fu al comando della spedizione che riuscì nella conquista di Gibilterra, territorio di cui divenne governatore per un breve periodo (24 luglio - 4 agosto 1704).
Il 13 agosto 1704, dopo aver attaccato la flotta francese nella battaglia di Vélez-Málaga, fu costretto per le conseguenze riportate a ritirarsi dal servizio attivo nel febbraio 1705 e a fare ritorno nella sua dimora di St. Lawrence dove morì nel 1709 all'età di 59 anni. Fu sepolto nella cattedrale di Canterbury dove si trova eretto un monumento in suo onore. In occasione del 300º anniversario della conquista britannica di Gibilterra, è stato inaugurato sull'isola nel 2004 un monumento in suo onore.